# Addison Lockley
Pour les articles homonymes, voir Lockley.
Pas d'image ? Cliquez ici

a Compétitions nationales et continentales officielles uniquement.

b Matchs officiels uniquement.
Dernière mise à jour le 12 juillet 2020.
Addison Lockley, né le 25 octobre 1991 à Taunton (Angleterre), est un joueur anglais de rugby à XV jouant aux postes de deuxième ligne et troisième ligne aile. 

## Biographie
Originaire d'Angleterre, Addison Lockley commence le rugby à l'âge de 9 ans au sein du Ivybridge Rugby Club.
En 2020, il s'engage au CO Berre en Fédérale 1.